# 苻丕
苻 丕（ふ ひ）は、五胡十六国時代前秦の第4代皇帝。字は永叔。3代皇帝苻堅の庶長子。略陽郡臨渭県（現在の甘粛省天水市秦安県の東南）を本貫とする氐族である。

## 生涯

### 苻堅の時代

#### 雍州を統治
苻堅の庶長子として生まれたが、生母が正室でなかった事から世子に立てられなかった。
357年6月、苻堅が大秦天王に即位すると、長楽公に封じられた。また、異母弟の苻宏は天王太子に立てられた。
368年8月、雍州刺史に任じられた。370年12月、雍州が廃止となり司隷と統合された為、役職を免じられた。
371年2月、再び雍州が設置されて蒲坂が治所と定められると、苻丕は再び雍州刺史に任じられ、併せて使持節・征東大将軍を与えられた。
やがて尚書令に任じられ、中央に復帰した。

#### 襄陽攻略
378年2月、苻丕は征南大将軍・都督征討諸軍事に任じられ、尚書慕容暐・武衛将軍苟萇と共に歩兵騎兵7万を率いて東晋領の襄陽征伐に向かった。また、荊州刺史楊安が軍の前鋒となり、征虜将軍石越もまた精鋭騎兵1万を率いて魯陽関より出撃し、京兆尹慕容垂・揚武将軍姚萇は5万の兵を率いて南郷より出撃し、領軍将軍苟池・右将軍毛当・強弩将軍王顕は勁兵4万を率いて武当より出撃し、襄陽攻撃に合流した。
4月、前秦軍は漢陽において合流し、沔北まで軍を進めた。襄陽の守将である東晋の梁州刺史朱序は前秦軍に船が無い事から備えを怠っていたが、石越軍は漢水を馬で渡河した。朱序はこれに驚愕し、すぐさま中城を固く守った。石越軍は城の外郭を攻め落とし、船百艘余りを鹵獲すと、残りの全軍を渡河させた。苻丕は諸将を統率して中城に攻め立て、苟池・石越・毛当には兵5万を与えて江陵へ向かわせた。東晋の車騎将軍桓沖は兵7万を擁して朱序の救援に向かおうとしたが、苟池軍が進路を抑えていたので恐れをなして進む事が出来ず、上明に留まっていた。
苻丕は襄陽を急攻しようと考えていたが、苟萇が「我が軍は敵に10倍し、兵糧も山と積まれております。漢・沔の民を許・洛に移し、その糧道を塞ぎ、外援を絶たせれば、糧も人も尽き、攻めずして自潰しましょう。網中の禽も同然であり、獲らえられぬことを患う必要などありません。多くの将士を殺してまで、どうして急いで成功を求めましょうか！」と反対すると、これに従った。
同時期、慕容垂は別動隊を率いて南陽へ侵攻し、これを攻略して太守鄭裔を捕らえた。その後、苻丕軍に合流した。
12月、苻丕は襄陽包囲を続けて8か月以上が経過していたが、依然として攻め落とす事が出来ずにいた。その為、御史中丞李柔は苻堅へ「長楽公丕らは10万の衆を擁し、小城を包囲し、万金を費やしておきながら、久しく功を上げておりません。廷尉（刑罰を司る役職）に下す事を請うものです」と述べ、苻丕を弾劾した。これを受け、苻堅は「丕らは費用を費やしておきながら、成果がない。まことに貶戮すべきといえる。しかしながら、師（軍）はすでに長期に渡っており、このまま撤退するわけにもいかぬ。故に特別に今回の件は不問とするので、成功をもって罪を購うように」と命じ、黄門侍郎韋華に持節を持たせて派遣し、苻丕らを厳しく叱責させた。また、苻丕に剣を下賜して「来春までに勝利できなくば、汝が自らを裁くのだ。再び我と見える事はないぞ！」と告げさせた。
379年1月、苻堅からの叱責が苻丕の陣営に伝わると、兵はみな疑い恐れ、どうすべきか分からなくなった。征南主簿王施は進み出て「大将軍（苻丕）の英秀と、諸将の勇鋭をもってすれば、小城の攻略など、鑪を水に浸して羽毛を燎するのと何が違いましょうか。緩攻する理由は、計を以ってこれを制するためです。もし、一旦でも機を決したならば、期日を定めるべきです。今、襄陽・上明を破れば、（東晋軍は）自ずと撤退しましょう。どうしてこれを疑う必要がありましょう！一旬の期に三軍の勢を展開する事を請います。それで勝てなくば、この施の首を戮していただきますよう」と進言した。これを受け、苻丕は諸軍に命じて、包囲を強めて攻撃へと転換した。
東晋の冠軍将軍・南郡相劉波は8千の兵を率いて襄陽救援に向かったが、彼もまた前秦軍を恐れて進軍を止めてしまった。この間、朱序は幾度も出撃して戦い、前秦軍を破った。だが、これにより前秦軍は軍をやや遠くに後退させたので、朱序は備えを緩めてしまった。
2月、東晋の襄陽督護李伯護は密かに子を前秦の陣営へ送り、前秦軍が攻勢を掛ければ内から応じる事を約束した。これを受け、苻丕は諸軍に一斉攻撃を命じると、遂に襄陽を攻め落とす事に成功し、朱序を捕らえて長安へ送った。

#### 鄴に赴任
380年6月、都督関東諸軍事・征東大将軍・冀州牧に任じられ、鄴に出鎮して関東を統治するよう命じられた。
7月、苻堅は関中にいる氐人を各地に散居させる方策を執ると、苻丕は三千戸を領する事となった。
8月、苻丕が長安より任地へ赴くと、苻堅は灞上まで見送り、流涕して別れを告げた。

#### 慕容垂の離反
383年、苻堅は大々的に江南征伐を敢行し、総勢100万を超すともいわれる兵力を動員して建康に迫ったが、淝水の戦いで歴史的大敗を喫してしまった。これにより中華統一の夢は断たれることとなり、さらに前秦に服属していた諸部族の謀反を引き起こしてしまった。
淝水の敗戦後、冠軍将軍慕容垂（前燕皇帝慕容皝の子）は苻堅の護衛に当たっていたが、洛陽まで皇帝軍が退却すると、自ら関東の各地へ赴き、離反した諸部族の慰撫に当たる事を申し出た。苻堅はこれを許可し、慕容垂は軍を離脱した。安陽まで到達すると、参軍田山に書を与えて苻丕の下へ派遣し、鄴への入城許可を求めた。苻丕は慕容垂の造反を疑ったものの、自らこれを出迎えた。その後、慕容垂を襲撃する事も目論んだが、侍郎姜譲は「垂の反形は未だ明らかではありません。それなのに許可も無く誅殺してしまうのは、臣子（臣下や子）の義ではありません。上賓の礼でもって待遇し、守りを厳重にした上で、密かに実情を探るのです。そして勅命が下りてからこれを図りましょう」と勧めると、これに従って慕容垂を鄴の西に宿泊させた。この時、慕容垂は前燕の旧臣達と密かに連絡を取り合っており、燕王朝の復興計画を進めていた。
当時、丁零である前秦の衛軍従事中郎翟斌が河南において反乱を起こしており、平原公苻暉の守る洛陽を攻めていた。苻堅は宿駅を介して慕容垂へ書を送り、洛陽へ赴いて苻暉と共に翟斌を討伐するよう命じた。この時、石越は苻丕へ「我が軍は敗れたばかりで、民心は未だ安んじておりません。罪を負って逃げた人々は乱を考えています。故に丁零族の呼びかけにわずかの期間で数千の衆が応じたのです。慕容垂は国を復興する志を持っており、今兵を持たせては虎に翼を与えるようなものです」と反対したが、苻丕は「垂を鄴においては虎を籍して蛟と寝るようなものであり、いつも肘腋の変をなすことを恐れていた。今、これを外に追いやるのだから、どうして安心できないことがあろうか！それに翟斌は凶悖であり、必や垂の下にいることを良しとしないであろう。2匹の虎を争わせて、我はその動向を見ながらこれを制するのだ。これこそ卞荘子（春秋時代の魯の卞荘子は2頭の虎を殺そうと考えたが、1頭の牛を両虎が食べているのを見て、敢えて両虎が殺し合うのを待った。果たして両虎は食糧を巡って争い、片方は死に片方は瀕死となった。卞荘子は生き残った虎を悠々と仕留めた）の戦術である」と述べ、この意見を容れなかった。但し、慕容垂の造反をなおも疑っていたので、彼には老兵2千と古びた武具を与えるのみに留めた。広武将軍苻飛龍に氐族の騎兵1千を与えて副将とし、密かに苻飛龍へ「垂は三軍の帥であるが、卿は謀垂（慕容垂の動向を探る）の将である。さあ行け。務めを果たすのだ！」と戒め、慕容垂を監視させた。また、慕容垂に付き従っていた慕容農（慕容垂の子）・慕容楷（慕容恪の子）・慕容紹（慕容恪の子）・慕容宙（慕容垂の弟の子）については鄴へ留めさせる事とした。
慕容垂は出陣前に鄴にある宗廟を詣でたいと請うたが、苻丕は認めなかった。その為、慕容垂は許可なく密かに入城しようとしたが、役人により入城を拒否されたので、激怒してその役人を殺害すると亭を焼き払ってから帰った。これを聞いた石越は「慕容垂は方鎮（である我ら）を侮り、役人を殺し、亭を焼きました。その敵意がはっきりした今、これを理由に除くべきです」と苻丕に言った。だが、苻丕は「淮南での敗戦の折、垂は乗輿（天子、この場合は苻堅）を護衛した。これを忘れるべきではない」と聞き入れなかった。これに対し石越は「慕容垂は燕にさえ不忠を働いたのに、どうして我らに忠誠を誓いましょうか。陛下に従い、功をあげたのは昔のこと。忠誠など誓いません。やつらはいずれ反乱を目論みます。今、これを除かねば後に必ず患いとなります」と諫言したが、結局従わなかった。石越は退出後、人に「公父子（苻堅と苻丕）は小仁を好んで、天下の大計を顧みない。いずれ我らは鮮卑の輩に捕らわれてしまうだろう」と告げたという。
その後、慕容垂は鄴を出立して洛陽に向かっていたが、機を見て苻飛龍の陣営を夜襲し、苻飛龍を殺害してその兵を尽く生き埋めにした。慕容農らは慕容垂の反乱を知ると、密かに鄴を脱出し、苻丕の駿馬数百頭を盗んでいった。
384年1月、苻丕は大宴会を開いて賓客を招いたが、慕容農を呼びだしても彼は出席せず、始めて逃走した事に気づいた。その為、四方へ人を派遣して行方を捜索させ、三日後に列人に居るとの情報を得たが、既に慕容農らが起兵した後であった。

#### 石越の敗死
同月、慕容垂は翟斌の勢力と合流すると、滎陽に拠点を構えて燕王を称し、正式に自立した（後燕の建国）。また、鄴を攻略目標に定め、20万にも及ぶ兵を率いて黄河を渡り、鄴へ向けて進撃した。
慕容農もまた列人において数万の兵を率いて慕容垂に呼応し、館陶・頓丘を攻め落とした。
これを聞いた苻丕は石越に1万余りの歩兵・騎兵を与え、慕容農討伐を命じた。石越が列人の西まで迫ったが、慕容垂配下の趙秋・綦毋騰により前鋒軍が破られた。その為、石越は柵を築いて軍備を固めたが、慕容農は日が暮れ始めるのを待ってから軍鼓を鳴らして軍を出撃させ、城西に陣取った。牙門劉木は壮士四百を率いて柵を乗り越え石越の陣営へ突入し、前秦軍を大いにかく乱した。さらに慕容農は大軍を率いて後続し、前秦軍を大敗させて陳において石越を討ち取り、その首を慕容垂へ送った。
石越は前秦の驍将として誉れ高く、故に苻堅は彼に苻丕の補佐を委ねていた。それがこうして戦死した為、民衆は衝撃を受け、盗賊があちこちで群起するようになったという。

#### 慕容垂へ詰問
苻丕は侍郎姜譲を慕容垂の下へ派遣し、これまでの不忠な振る舞いを責め咎めると共に「かつて大駕（皇帝軍）が失拠した時、君は鑾輿（皇帝の座車。ここでは苻堅の事を指す）を保衛し、その勤王・誠義たるや先人の功業を凌ぐものである。かつての規範を元通りとし、忠貞の節を全うさせるべきであろう。どうして崇山の功を捨て、このような過ぎたる事を為すか！過ぎたる地位や身分は改める事が出来るのだ。これは先賢の嘉事であるぞ。深く詳思すべきである。まだ遅くはないぞ」と述べ、帰順を説いた。だが、慕容垂は姜譲へ「我は主上より不世の恩を受けている。故に長楽公（苻丕）の身の安全を図ろうと考え、全軍をもって京師（長安）へと向かわせようとしているのだ。然る後に家国の業を修復し、秦とは長きに渡って隣国としての好みを築こうと考えている。どうして機運を閉ざし、鄴から帰ろうとせぬのか。大義の為には親や子ですら棄てねばならぬというのに、ましてや情誼を顧みていられようか！公がもし迷って帰ろうとしないのであれば、我も軍勢を窺わせねばならぬ。今、事は既に起こっており、単馬で命を乞おうとも助かりはせぬぞ」と答えた。だが、姜譲は血相を変えて反論して「将軍は家国に容れられず、聖朝に亡命してきた。燕の尺土にどうして将軍の分など有ろうか！主上は将軍と風俗は異なり、趣向も同じではない。それでも、将軍を一見してただ者では無いと認め、断金（金をも断つような強固な関係）をもって将軍と接するようになった。その寵愛は宗族や旧臣を超えるものがあり、等しく懿藩を任されている。古えの君臣の冥契の重を鑑みても、これより甚だなものがあったろうか！将軍には六尺の孤と、万里の命を付したにもかかわらず、王師が小敗した途端、二心を図ろうとは何事か！そもそも、名分無いままに師（軍）を起こしても、終に成功する事などない。それは天が廃する所であり、人民が支える事もないからである。将軍は無名の師を起こした。天が廃する所を興さんとしているが、可とすべき所は見つけられない。長楽公（苻丕）は主上の元子（世継ぎ）であり、その名声や徳は唐・衛を凌ぐものがある。そして陝東の任に当たり、朝廷のために城を保っているのだ。百城の地をもってすれば、将軍の両手を縛り上げ、送還する事が出来ないと思うか！大夫たるもの王事の為に死し、国君（君主）たるもの社稷の為に死すものだ。それなのに将軍は冠を裂いて冕を毀し、本を抜いて源を塞ごうとしているのだぞ。将軍が軍勢を総動員させるつもりならば、今更これ以上話す事も無い。ただ、将軍の七十の年を思えば、白旗を懸首して欲しい。高世の忠を逆鬼にする事はないのだ。心中、将軍の為にこれを憂えている」と言い放った。これを聞いて慕容垂は黙然としてしまった。側近はみな慕容垂へ誅殺を勧めたが、慕容垂は「古の兵交において、使者はその間を往来した。犬が吠えるのはその者が主では無いからであり、彼もまた同じだ。どうして罪に問おうか！」と述べ、礼を尽くしてから姜譲を帰らせた。
苻丕は慕容垂の返答に激怒し、再び書を送って慕容垂の不義を詰った。

#### 鄴を固守
同月、慕容垂の軍勢が鄴へ到達し、攻勢を開始した。城の外郭はすぐさま陥落し、苻丕は軍を退いて中城を守った。これにより関東六州の郡県の多くが後燕へ人質を送り、降伏を請うようになった。
2月、慕容垂は丁零・烏桓の兵20万余りを動員し、飛梯（雲梯）や地下道の掘削など手を尽くして中城を攻めたが、苻丕はこれを阻んだ。その為、慕容垂は方針を切り替えて持久戦の構えを取ると、堀りの深い広大な包囲陣を築いてこれを守り、老弱な兵は魏郡鄴県の肥郷へ送り、さらに新興城を築いて輜重を備蓄した。
当時、東胡の王晏は館陶に割拠して苻丕を援護しており、鮮卑や烏桓を始め、郡県の民の中にも塢壁を築いて苻丕に味方する者が多かった。その為、慕容垂は将兵を派遣して王晏の下へ赴き、禍福を説いて帰順を誘うと、王晏はこれに応じた。これにより、鮮卑・烏桓・塢壁の民数十万が続々と慕容垂に降伏するようになった。
慕容垂はその後も鄴への攻勢を続けたが、なお陥落する気配を見せなかったので、漳水より水を引き込んで鄴を水攻めにした。

#### 丁零との連携
7月、丁零の翟斌は慕容垂と対立し、密かに苻丕と内通するようになり、丁零を差し向けて水攻めの為に設けていた鄴の堤防を決壊しようとした。だが、実行する前に作戦は露見し、翟斌とその弟である翟檀・翟敏は誅殺されてしまった。翟斌の甥である翟真は邯鄲へ逃走し、その後再び鄴の包囲陣へ向けて侵攻すると、苻丕と結託して内外より挟み撃ちにしようとした。だが、後秦軍により返り討ちに遭い、邯鄲へ撤退した。
8月、鄴中では秣も兵糧も尽き、松の木を削って馬の飼料にする程となった。慕容垂は苻堅への恩義があったので、敢えて包囲を解いて新城まで退き、苻丕が西の長安へ逃走する経路を開いてやった。しかし、苻丕はなおも鄴城から動こうとはしなかった。
9月、苻丕は冗従僕射光祚を使者として翟真の下へ派遣し、同盟を結んで後燕を孤立させようとした。さらに苻丕は陽平郡太守邵興に数千騎を与え、冀州の郡県へ寝返りを持ち掛けさせた。この時、後燕の軍勢は次第に疲弊しており、前秦軍は勢い取り戻していたので、冀州の郡県の多くはどちらにもつかずに趨勢を見守っていたが、趙郡出身の趙粟らは挙兵して後燕に背き、邵興に呼応した。後燕の冠軍大将軍慕容隆は襄国において邵興を破り、捕縛された。光祚は邵興と襄国で合流する手はずであったが、これを聞いて西山より鄴へ逃げ帰った。趙粟らもみな討伐されてしまい、これにより冀州の郡県は再び後燕に従った。
10月、苻丕は光祚と参軍封孚を晋陽へ派遣し、前秦の驃騎将軍張蚝・并州刺史王騰へ救援を要請したが、晋陽の兵もまた少なかったために応じる事が出来なかった。苻丕は進退窮まり、群臣と方策について協議した。苻丕の妃の兄の司馬楊膺は東晋へ帰順する事を勧めたが、苻丕は認めなかった。

#### 東晋への救援要請
同月、東晋の建武将軍謝玄は冀州へ侵攻してくると、苻丕は将軍桑拠を黎陽へ派遣してこれを阻んだが、謝玄は夜襲を掛けて桑拠を逃走させた。さらに晋陵郡太守滕恬之に黄河を渡らせて黎陽へ派遣し、これを守らせた。これにより三魏の地はいずれも謝玄に降伏した。
苻丕はこれに衝撃を受け、謝玄の下へ使者を派遣し、鄴を明け渡す事を条件に援軍を要請した。だが、使者に選ばれていた苻就・焦逵・姜譲は、苻丕の妃の兄の楊膺と共に謀議すると、東晋軍へ降伏する代わりに救援を要請するというふうに書の内容を改竄してから謝玄へ送り届けた。また、楊膺は済南将軍毛蜀・毛鮮に命じ、自らの妻を東晋へ人質として差し出させた。
12月、使者の焦逵が謝玄と見えると、謝玄は苻丕の子を人質として出すよう要求し、それから救援を出すと述べた。だが、焦逵は苻丕の誠意を固く説き、並びに楊膺の意思も伝えたので、謝玄は援軍要請に応じると、龍驤将軍劉牢之・晋陵郡太守滕恬之らに2万の兵を与えて鄴を救援させた。苻丕が食糧不足に喘いでいる事を告げると、謝玄は水陸から米2千斛を運送させた。
慕容垂は鄴の包囲を解いたものの、苻丕はなお鄴を去ろうとしなかったので、再び兵を率いて鄴城を包囲し、西にのみ逃走路を空けておいた。この時、前秦の旧臣である朱粛らは衆を伴って東晋に降った。

#### 劉牢之の到来
385年2月、宦官孟豊・征東参軍徐義は苻丕へ、楊膺・姜譲らが謀反を為していると告げると、苻丕は彼等を捕らえて処刑した。この時、劉牢之は枋頭へ到着したが、鄴での内紛を知ると進撃を見合わせた。
3月、劉牢之は後燕の黎陽郡太守劉撫の守る孫就柵（黎陽の境にある）を攻撃すると、慕容垂は慕容農に鄴の包囲を委ね、自ら救援に向かった。苻丕はこれを好機と見て、夜闇に乗じて出兵して後燕の陣営を襲撃したが、慕容農により返り討ちにされた。慕容垂もまた劉牢之軍を撃破し、黎陽へ後退させてから鄴に帰還した。
4月、劉牢之は再び攻勢を開始し、鄴へ進撃した。慕容垂はこれを阻むも敗れ去り、包囲を解いて新城まで後退し、その後さらに北へ退却した。劉牢之は苻丕とは合流せずに慕容垂を追撃を開始し、苻丕もまた慕容垂退却を聞き、兵を発して後続させた。劉牢之は董唐淵において追いつき、幾度も退却中の後燕軍に損害を与えた。劉牢之軍はさらに二百里に渡って追撃を続け、五橋沢において後燕の輜重を襲ったが、ここで慕容垂は軍を反転させて逆にこれを撃ち、敵軍を大破して数千の首級を挙げた。劉牢之が単騎で逃走すると、慕容徳と慕容隆は五丈橋を遮断して退路を断ったが、劉牢之は馬を馳せて五丈澗を飛び越え、後続の苻丕軍に身を寄せた。

#### 晋陽に逃れる
同月、鄴中の飢餓はいよいよ耐え難いものとなり、苻丕は遂に衆を率いて鄴を離れ、兵糧を確保するために枋頭に入った。劉牢之は代わりに鄴に入城して敗残兵の収集に当たり、その軍勢は少し戻ったが、今回の敗戦により本国より召喚命令を受けたので、軍を帰還させた。
7月、苻丕は枋頭を離れて再び鄴へ向かった。道中、谷口において東晋の龍驤将軍檀玄より攻撃を受けたが、苻丕は返り討ちにして鄴へ帰還した。だが、関東の情勢は日に日に後燕優勢に傾いていたので、もはや鄴を守り通す事は不可能と考えた。8月、遂に鄴の放棄を決断すると、長安へ赴こうと考えた。壷関に割拠する前秦の幽州刺史王永（王猛の子）は使者を派遣し、苻丕を招聘した。これを受け、苻丕は鄴中の男女6万戸余りを従えて西の潞川へ向かうと、驃騎将軍張蚝・并州刺史王騰に迎えられて晋陽に入った。王永もまた平州刺史苻沖に壷関を守らせると、自ら1万の騎兵を率いて晋陽に入った。冗従僕射光祚・黄門侍郎封孚・鉅鹿郡太守封勧は晋陽へ随行せず、共に東晋に降伏した。

### 皇帝時代

#### 苻堅を継ぐ
この時、長安は既に西燕の君主の慕容沖の攻勢により陥落しており、苻堅は逃走中に後秦の君主の姚萇に捕らえられ、やがて誅殺された。苻丕にもその情報が届くと、彼は挙哀して喪を発すると共に、三軍に縞素（白色の喪服）を纏わせた。王永は苻丕へ尊号を称するよう勧めると、天王太子苻宏は既に東晋へ亡命していた事もあり、苻丕はこれに従って晋陽の南で皇帝に即位した。苻堅の廟を仮に立て、宣昭皇帝と追諡し、廟号を世祖とした。領内に大赦を下して太安と改元し、百官を配置した。
9月、苻丕は張蚝を侍中・司空・上党郡公、王永を使持節・侍中・都督中外諸軍事・車騎大将軍・尚書令・清河公、王騰を散騎常侍・中軍大将軍・司隷校尉・陽平郡公、苻沖を左光禄大夫・尚書左僕射・西平王、倶石子を衛将軍・濮陽公、左長史楊輔を右僕射・済陽公、右長史王亮を護軍将軍・彭城公とした。また、強益・梁暢を侍中、徐義を吏部尚書とし、各々県公に封じた。他の群臣についても格差に応じて官爵を授けた。また、妃の楊氏を皇后に、子の苻寧を皇太子に立て、苻寿を長楽王に、苻鏘を平原王に、苻懿を勃海王に、苻昶を済北王に各々封じた。

#### 呂光の涼州制圧
同月、前秦の安西将軍呂光は西域征伐から帰還し、宜禾まで到達していた。前秦の涼州刺史梁熙はこれを阻み、子の梁胤を鷹揚将軍に任じて5万の兵を与え、酒泉において呂光を迎え撃たせた。だが、敦煌郡太守姚静・晋昌郡太守李純は共に呂光に降り、郡を明け渡した。さらに呂光は安弥において梁胤を撃ち破った。武威郡太守彭済もまた呂光に呼応して梁熙を捕らえ、呂光を迎え入れた。梁熙は呂光により処刑され、西郡太守索泮・酒泉郡太守宋皓もまた呂光に殺された。涼州の郡県はみな呂光に帰順し、呂光は姑臧を拠点として事実上自立した（後涼の建国）。

#### 諸勢力の合流
同月、前秦の尚書令・魏昌公苻纂は関中より晋陽へ逃れてくると、苻丕は苻纂を太尉に任じ、東海王に封じた。
当時、前秦の阜城侯苻定は信都を、高城男苻紹は高城を、高邑侯苻亮・重合侯苻謨は常山を各々鎮守していたが、384年に慕容垂の圧迫に屈して後燕に降伏していた。
385年10月、苻定・苻紹・苻謨・苻亮は苻丕が即位したと聞き、みな河北より使者を派遣して謝罪した。前秦の中山郡太守王兗は元々新平出身の氐族であり、華北が崩壊して以降も博陵を固く守っており、後燕への従属を拒んでいた。
11月、苻丕は王兗を平東将軍・平州刺史に、苻定を征東将軍・冀州牧に、苻紹を鎮東将軍・都督冀州諸軍事に、苻謨を征西将軍・幽州牧に、苻亮を鎮北大将軍・都督幽并二州諸軍事に任じ、みな爵位を郡公に進ませた。
左将軍竇衝・秦州刺史王統・河州刺史毛興・益州刺史王広・南秦州刺史楊璧・衛将軍楊定は当時みな隴西に割拠しており、彼らはみな苻丕へ使者を派遣し、共に後秦を討つ事を呼びかけた。苻丕は大いに喜び、苻定を驃騎大将軍・雍州牧に、竇衝を征西大将軍・梁州牧に、王統を鎮西大将軍に、毛興を車騎大将軍に、楊璧を征南大将軍に任じ、みな開府儀同三司の特権を与え、散騎常侍を加えた。また王広に安西将軍を加え、みな州牧に進位させた。だが、彼らの勢力圏は晋陽からは遥か彼方にあり、事実上苻丕の支配は及んでいなかった。
同月、楊定は前秦から離反して歴城において自立し、仇池公を自称した（後仇池の建国）。

#### 支配圏の縮小
同月、後燕の撫軍大将軍慕容麟が博陵の王兗を攻撃した。城内の矢や兵糧が底を尽くと、功曹張猗は城を出て衆を糾合し、慕容麟へ呼応した。12月、慕容麟は博陵を攻略し、王兗・苻鑒を捕らえて処刑した。前秦の昌黎郡太守宋敞は烏桓・索頭の兵を率いて王兗救援に向かっていたが、既に陥落した事を知り引き返した。苻丕は宋敞を後任の平州刺史に任じた。
同月、慕容垂は従弟の北地王慕容精を冀州刺史に任じ、苻定の守る信都を攻撃した。
この時期、王永を司徒・録尚書事に任じ、徐義を尚書令に任じ、右光禄大夫を加えた。
386年1月、前秦の益州牧王広は河州牧毛興と対立し、隴西より兵を率いて毛興の守る枹罕を攻撃した。毛興は建節将軍・臨清伯衛平に宗属1千700を与えて王広の陣営を夜襲させ、これを大破した。2月、秦州牧王統は兵を派遣して王広を救援し、毛興は城を固守して籠城した〈王広は元々成都に割拠していたが、東晋の攻勢を避けて隴西へ逃走し、王広の庇護下にあった）。
4月、毛興は王広の陣営を攻撃して破り、王広は秦州へ逃走したが、隴西鮮卑の匹蘭は王広を捕らえて後秦へ送った。毛興はさらに王統の守る上邽へ侵攻しようと考えたが、枹罕の諸氐はみな相次ぐ戦役に嫌気が差し、共に毛興を殺して衛平を使持節・安西将軍・河州刺史に立て、苻丕の下へ使者を派遣して命を請うた。
同月、前秦は大赦を下し、衛平を撫軍将軍・河州刺史に任じ、呂光を車騎大将軍・涼州牧に任じた。だが、その使者はみな後秦に捕らえられてしまい。命令が届く事は無かった。
6月、後燕の太原王征西将軍慕容楷らが前秦の冀州牧苻定・鎮東将軍苻紹・幽州牧苻謨・鎮北将軍苻亮らを攻撃した。慕容楷は攻撃に先駆けて書を送り、禍福を述べて降伏を説くと、これにより苻定らはみな降伏した。

#### 檄文を飛ばす
苻丕は都督中外諸軍事・司徒・録尚書事王永を左丞相・太尉に、東海王苻纂を大司馬に、司空張蚝を太尉に、尚書令徐義を司空に、倶石子を衛大将軍・尚書左僕射に任じた。また、司隷校尉王騰を驃騎大将軍に任じ、苻沖を車騎大将軍・尚書令に任じ、両者に儀同三司の特権を与えた。領する官位はこれまで通りとした。
王永は四方の公侯・牧守・寨主・豪族に檄文を飛ばし、共に姚萇・慕容垂を討つ為、傘下の衆を動員するよう呼びかけ、初冬の上旬に臨晋において大駕と合流する事とした。これを受け、天水の姜延・馮翊の寇明・河東の王昭・新平の張晏・京兆の杜敏・扶風の馬朗・建忠将軍・高平牧官都尉王敏らはみな檄に応じて挙兵し、各々数万を擁し、苻丕の下へ遣使した。苻丕はみな将軍・郡守に任じ、列侯に封じた。冠軍将軍鄧景は衆5千を擁して彪池に拠っており、竇衝と協力して後秦を撃たんとしていた。苻丕は鄧景を京兆尹に任じた。
7月、前秦の平涼郡太守金熙・安定都尉没弈干は鄯善王胡員吒・護羌中郎将梁苟奴らを率い、後秦の左将軍姚方成と安定郡の孫丘谷において交戦し、これを敗った。後秦君主姚萇は自ら安定へ向かい、金熙らを撃ってこれを大破した。

#### 苻登の台頭
枹罕の諸氐は衛平が老いており、彼が盟主のままでは領土を保つのは難しいと考え、苻丕の族子である苻登を使持節・都督隴右諸軍事・撫軍大将軍・雍河二州牧・略陽公に推戴した。彼は5万の衆を率いて隴山を東下し、南安を攻めてこれを降した。また、苻丕の下へ使者を派遣し、命を請うた。
8月、苻丕は苻登に持節・征西大将軍・開府儀同三司・南安王・州牧・都督など、彼が称する官爵を全て授けた。また、徐義を右丞相に任じた。

#### 平陽へ逃れる
同月、王騰に晋陽の留守を委ね、右僕射楊輔に壷関を守らせると。4万の衆を率いて平陽へ拠点を移した。
後秦君主姚萇の弟の姚碩徳は傘下の羌族を従えて隴上に割拠しており、兄の姚襄の孫の姚詳を安遠将軍に任じて隴城に拠らせ、従孫の姚訓を安西将軍に任じて南安の赤亭に拠らせ、前秦の秦州刺史王統と対峙していた。
同月、姚萇は安定より出撃し、姚碩徳と合流して共に王統を攻めた。天水の屠各、略陽の羌・胡2万戸余りが姚萇に応じ、前秦の略陽郡太守王皮（王猛の子）もまた降伏した。9月、王統は秦州ごと後秦に降伏した。

#### 最期
10月、西燕君主慕容永は苻丕の下へ使者を派遣し、関東へ還る為に苻丕の領土を通過する事を請うた。苻丕はこれを認めず、王永・苻纂に討伐を命じ、倶石子を前鋒都督とした。そして慕容永軍と襄陵において交戦したが、前秦軍は大敗を喫して王永・倶石子が戦死した。
かつて東海王苻纂が関中より到来して来た時、麾下の勇士三千人余りを引き連れており、苻丕はこれを警戒していた。その為、今回の敗戦に乗じ、苻纂が政変を起こして自分を殺すのではないかと恐れ、騎兵数千を率いて南の東垣へ逃走し、洛陽へ侵攻しようと目論んだ。だが、東晋の揚威将軍馮該は陝より出撃してこれを攻撃し、苻丕は敗れて殺されてしまった。皇太子苻寧・長楽王苻寿は捕らえられて建康へ送られたが、処刑はされずに既に東晋へ亡命していた苻宏の幕僚とされた。徐義は慕容永に捕らえられたが脱出し、東晋の将軍楊佺期の下に亡命した。苻纂とその弟である尚書・永平侯苻師奴は数万の衆を率いて杏城へ逃走し、その他の王公や百官はみな慕容永に投じた。
後を継いだ苻登は喪を発し、苻丕を哀平皇帝と諡した。
苻丕の残軍を統率するようになった苻纂は、苻丕の子である苻寧を枹罕の苻登の下へ送って連携を図ろうとしたが、先んじて苻登が帝位に即いたので、不満を抱きながらも苻登から魯王を拝した。387年、苻纂は苻師奴に殺害され、苻師奴がその勢力を乗っ取ったが、やがて後秦に敗れてオルドスへ逃走した。こうして苻丕の晋陽政権の残党は消滅した。

## 人物
幼い頃より聡明で学問を好み、経史に広く通じていた。苻堅と軍略について語ると、苻堅はその見識を大いに称賛し、鄧羌に命じて兵法を教授した。文武に才幹を有し、民を納めて罪を裁く様は苻融に次ぐものであった。将軍としても士卒を善く慰撫していたの、大いに信頼されていた。

## 宗室

### 兄弟
- 苻暉（平原公）
- 苻宏（皇太子）
- 苻熙（広平公）
- 苻叡（鉅鹿公、雍州刺史）
- 苻琳（河間公）
- 苻詵（中山公）
- 順陽公主
- 楊定の妻
- 苻宝（女）
- 苻錦（女）

### 子
- 苻寧
- 苻寿
- 苻鏘
- 苻懿
- 苻昶